# Lijun
Lijun (kinesiska: 李俊乡, 李俊) är en socken i Kina. Den ligger i den autonoma regionen Ningxia, i den nordvästra delen av landet, omkring 250 kilometer söder om regionhuvudstaden Yinchuan. Antalet invånare är 11 133. Befolkningen består av 5 555 kvinnor och 5 578 män. Barn under 15 år utgör 31 %, vuxna 15-64 år 62 %, och äldre över 65 år 5,0 %.
Genomsnittlig årsnederbörd är 586 millimeter. Den regnigaste månaden är juli, med i genomsnitt 113 mm nederbörd, och den torraste är december, med 1 mm nederbörd.